# Heinrich Conrad

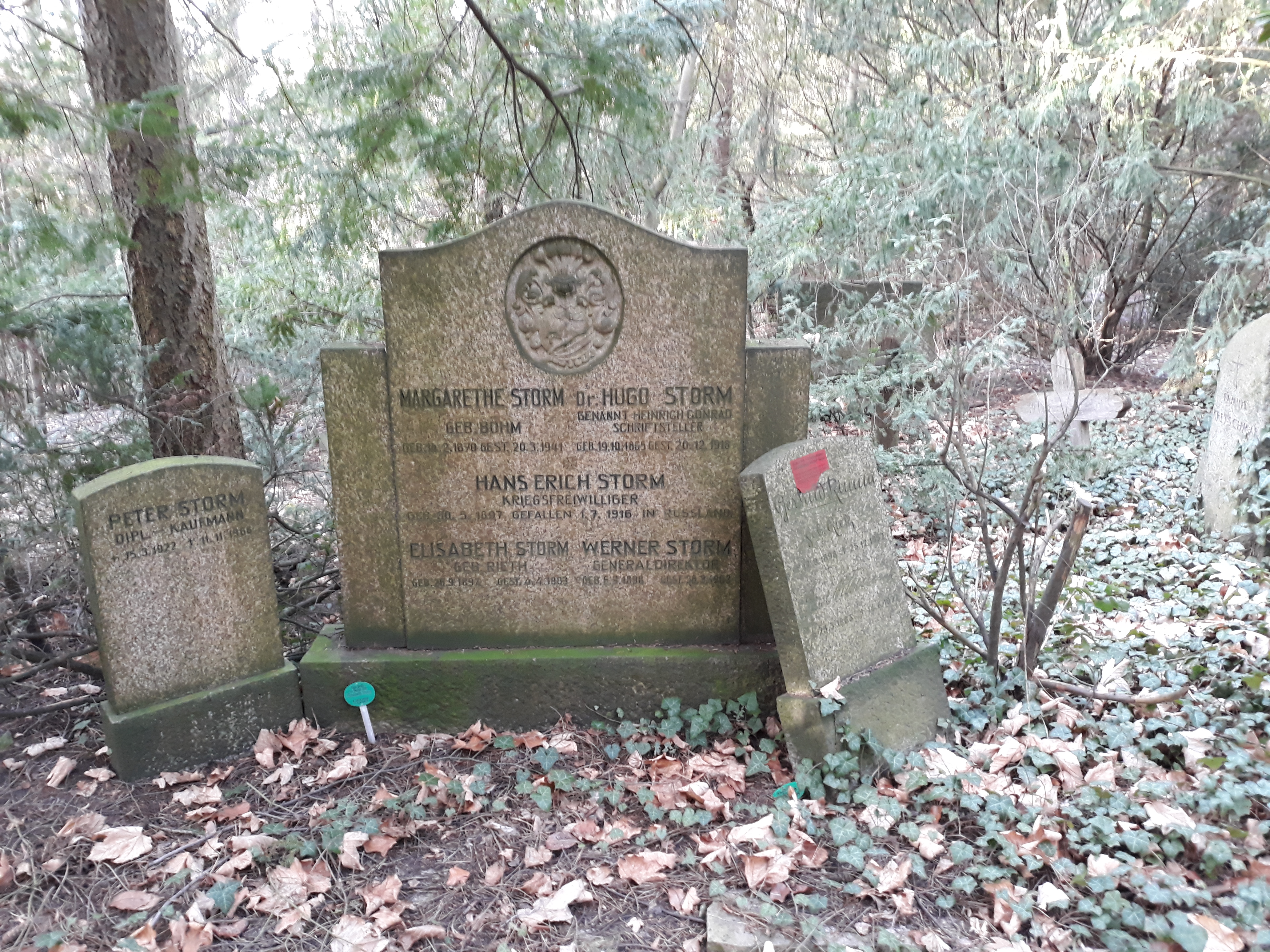
Das Grab von Heinrich Conrad und seiner Ehefrau Margarethe Storm im Familiengrab auf dem Parkfriedhof Lichterfelde in Berlin.

Heinrich Conrad (* 16. Oktober 1866 in Hamburg; † 20. Dezember 1918), auch Conradt, eigentlich Hugo Storm, war ein deutscher Schriftsteller, Verleger, Herausgeber und Übersetzer aus dem Italienischen, Französischen und Englischen.

## Leben
Geboren in Hamburg unter dem Namen Hugo Storm, arbeitete Conrad zunächst als Verlagsbuchhändler in Berlin, wo er am 10. Juni 1894 einen Verein für Freies Schriftthum gründete. Mit diesem versuchte Conrad, in der Reichshauptstadt einen maßgeblichen Verlag für die Vertreter des Naturalismus und der „jüngstdeutschen Lyrik“ zu etablieren.
In einem Brief an Richard Dehmel erklärte er, sein Unternehmen werde, „begabten Schriftstellern die Möglichkeit bieten, völlig unabhängig und unbeeinflusst von den hergebrachten Ueberlieferungen in künstlerischen Dingen ihren eigenen Weg sich zu suchen, sowie auch, frei von ängstlicher Rücksichtnahme auf die Prüderie des Familienblatt-Publikums der Ausgestaltung und Verwirklichung ihrer künstlerischen Absichten sich hinzugeben“.
Der Verein für Freies Schriftthum, der in der Gleditschstraße 35 residierte, verlegte unter anderem Dehmels Der Mitmensch (1895), Werke von Stanisław Przybyszewski (Trilogie Homo sapiens, 1895/1896), Michael Georg Conrad (In purpurner Finsterniß, 1895), Gustav Falke (Landen und Stranden, 1895) und Paul Scheerbart (Tarub, 1897). Unter dem Verlagsnamen Hugo Storm veröffentlichte er auch Sachbücher wie Die soziale Frage – eine Grund- und Bodenfrage. Ernste Plaudereien über Henry George’s Sozialreform  von Bernhard Eulenstein (1895) und die Enzyklopädie Das geistige Berlin von Richard Wrede und Hans von Reinfels (1897). Karl Schneidt gab bei Hugo Storm die Zeitschrift für Kritik heraus, für die 1896 ein eigener Kritik Verlag gegründet wurde und zu deren Beiträgern unter anderen Otto Julius Bierbaum, Karl Bleibtreu, Wilhelm Bölsche, Eduard Engels, Hanns von Gumppenberg, Adalbert von Hanstein und Johannes Schlaf zählten.
Nach einem Bankrott, der ihn mit 100.000 Reichsmark verschuldete, verließ Conrad Anfang April 1898 Berlin mit unbekanntem Ziel, angeblich flüchtete er in die USA. Den Buchbestand kaufte der Verlag Schuster & Loeffler auf.
1902 lebte er im italienischen Siena, später in Brixen, kehrte nach Siena zurück und ließ sich schließlich in Monte Carlo nieder.
Seit 1900 trat er auch als Übersetzer beispielsweise der Werke von Ralph Waldo Emerson und Henri Rochefort hervor. In Siena erschien im Selbstverlag und ohne Jahresangabe seine Übersetzung der Bilder aus dem Privatleben der römischen Cäsaren von Pierre-François Hugues d’Hancarville. Für den Stuttgarter Verlag Robert Lutz übertrug er Meisterwerke von Fritz Reuter ins Hochdeutsche. Hier und in anderen Verlagen erschien die gemeinsam mit Hanns Heinz Ewers betreute Reihe Rara. Eine Bibliothek des Absonderlichen.
Bekannt wurde er unter dem Namen Heinrich Conrad auch in München. Er fand Arbeit als Lektor beim Verlag von Georg Müller, für den er weitere Reihen erotischer und kulturgeschichtlich interessanter Literatur konzipierte und den er auch in Fragen der Buchgestaltung beriet. Unter anderem gab er Schriften und Briefe des Fürsten Hermann von Pückler-Muskau neu heraus. Für den Verlag Georg Müller wirkte er auch als Übersetzer von Werken von Robert Louis Stevenson. 
Als Übersetzer übertrug er die Werke von Casanova, Aretino, die Briefe von Ferdinando Galiani und gab außerdem die Buchreihe Klassiker des Altertums (Erste Reihe) heraus.

## Schriften
- Napoleons Haß und Kampf gegen England: Politisches, Militärisches, Wirtschaftliches nach eigener Darstellung Napoleons. Ein Buch für unsere Zeit. 2. Aufl., Lutz, Stuttgart 1915
- Das Juden-Buch des Magister Hosmann. (Rara. Eine Bibliothek des Absonderlichen, Band 4) Neu hrsg. v. Heinrich Conrad, Verlag Lutz, Stuttgart 1919
- Napoleons Englandkampf : Napoleon über Seekrieg u. Kolonialpolitik Englands.  Zusammengestellt von Heinrich Conrad. Neu hrsg. von Hans Eberhard Friedrich, R. Lutz Nachf. O. Schramm, Stuttgart 1940

Übertragungen aus dem Italienischen
- Benvenuto Cellini: Das Leben des Benvenuto Cellini. Von ihm selbst geschrieben. Deutsch von Heinrich Conrad. 2 Bände. Georg Müller, München 1908. 319 und 377 Seiten.
- Giovanni Boccaccio: Der Decamerone. 5 Bände. Georg Müller u. Hans v. Weber, München; Leipzig 1912–13.

Übertragung aus dem Französischen
- Giacomo Casanova: Icosameron [auch: Icosaméron] ou histoire d’Edouard, et d’Elisabeth... [1788] Prag, dt. (stark eingekürzte) Ausgabe von Heinrich Conrad unter dem Titel "Eduard und Elisabeth bei den Megamikren", 1922. (Digitalisiert: https://www.projekt-gutenberg.org/casanova/megamikr/megamikr.html)
- Honoré de Balzac: Physiologie der Ehe. [1829] Insel-Verlag, Leipzig 1908; 3. Auflage ebenda 1920.
- Jean Anthelme Brillat-Savarin: Physiologie des Geschmacks oder Betrachtungen über transzendentale Gastronomie. München, G.Müller, 1913. 2 Bände.